# Нарушевич, Александр Петрович
Нарушевич Александр Петрович (30 августа 1895, м. Будслав, Вилейского уезда, Виленской губ. - 1 октября 1970, г. Москва) — участник Первой мировой и Гражданской войны, дважды награждён Орденом Красного Знамени.

## Биография
Родился 30 августа 1895 года в местечке Будслав, Вилейского уезда, Виленской губернии в семье кузнеца, работавшего в имении пана Оскерко.
В 1914 г. окончил Молодечненскую учительскую семинарию.
В 1915 г. был мобилизован в армию. Поскольку на фронте требовались командиры, Нарушевича отправили в Чугуевское военное училище.
После Февральской революции 1917 года, солдаты избрали Александра Петровича в состав полкового комитета, а затем его секретарем.
В феврале 1918 года кайзеровские войска нарушили перемирие, и оккупировали Беларусь.
28 февраля 1918 года Нарушевич стал командиром партизанского отряда, который действовал в окрестностях Молодечно, Вилейки и Нарочи.
После ухода кайзеровских войск, отряд вошел в состав 146-го стрелкового полка 17-й дивизии. Командир батальона, затем - пом.ком. 146 стр. полка.
Участник советско-польской войны 1919-1921 гг., борьбы с отрядами Булак-Балаховича.
В 1927 г. он окончил Военно-воздушную академию имени Жуковского, был преподавателем общей тактики, руководил боевой подготовкой будущих авиаторов в полку истребительной авиации.
По состоянию на 09.12.1927 г. и 20.01.1928 г. - начальник сектора в 3-м отделе (информационно-статистическом)IV управления Штаба РККА.
В 1943 г., во время Великой Отечественной войны, воевал на Северо-Кавказском и других фронтах. В 1944 году волен из армии по болезни в звании полковника.

## Награды
- Орден Красного Знамени №437 (Приказ РВСР  № 353 от 31.12.1921 г.)
- Орден Красного Знамени №2161 (Приказ РВСР № 136, 7.06.1922 г.)[2]